# Georg Peez
Georg Peez (* 1960) ist ein deutscher Kunstpädagoge und Hochschullehrer.

## Leben
Peez studierte von 1979 bis 1984 freie Malerei und Grafik an der Staatlichen Hochschule für Bildende Künste, Frankfurt am Main, Städelschule (unter anderen bei Thomas Bayrle und Hermann Nitsch). Von 1983 bis 1987 folgte ein Studium der Kunstpädagogik an der Johann Wolfgang Goethe-Universität in Frankfurt am Main, wo er 1992 promoviert wurde und sich 2000 in Kunstpädagogik habilitierte. Peez dozierte an der Universität Duisburg-Essen (2004 bis 2010), an der Universität Erfurt (2003–2004) und an der Hochschule der Künste Bern (2009 und 2011).
Peez beschäftigt sich vor allem mit empirischer Unterrichtsforschung im Bereich der Nutzung digitaler Medien im Kunstunterricht und widmet sich den Methoden der empirischen Untersuchung ästhetischer Erfahrungs- und Bildungsprozesse. Er widmet sich ferner der Erforschung von Kreativität und bildwissenschaftlicher Fragen.
Seit 2010 hat er eine Professur für Kunstpädagogik an der Johann-Wolfgang-Goethe-Universität Frankfurt am Main inne.

## Veröffentlichungen
als Autor
- „Ich möchte Nebel malen lernen“. Theorieelemente erfahrungsoffenen Lernens in der kunstpädagogischen Erwachsenenbildung. Dipa-Verlag, Frankfurt am Main 1994, ISBN 3-7638-0330-0.
- Kursleitung Kulturelle Bildung (mit V. Glock, H.-H. Groppe, S. Kocot, H. Negenborn, R. Stang). Deutsches Institut für Erwachsenenbildung, Frankfurt a. M. 1998, ISBN 3-933222-03-6.
- Qualitative empirische Forschung in der Kunstpädagogik. Methodologische Analysen und praxisbezogene Konzepte zu Fallstudien über ästhetische Prozesse, biografische Aspekte und soziale Interaktion in unterschiedlichen Bereichen der Kunstpädagogik. BDK-Verlag, Hannover 2000, ISBN 3-8311-3207-0
- Kulturelle Bildung. Ein Leitfaden für Kursleiter und Dozenten (mit R. Stang u. a.). W. Bertelsmann Verlag, Bielefeld 2003, ISBN 3-7639-1861-2.
- Einführung in die Kunstpädagogik. Kohlhammer, Stuttgart 3. Aufl. 2008, ISBN 978-3-17-020422-5.
- Evaluation ästhetischer Erfahrungs- und Bildungsprozesse. Beispiele zu ihrer empirischen Erforschung. Kopaed, München 2005, ISBN 3-938028-03-3.
- Fotografien in pädagogischen Fallstudien. Sieben qualitativ-empirische Analyseverfahren zur ästhetischen Bildung. Theorie und Forschungspraxis. Kopaed, München 2006, ISBN 3-938028-71-8.
- Kreativität in der Grundschule erfolgreich fördern. Arbeitsblätter, Übungen, Unterrichtseinheiten und empirische Untersuchungsergebnisse. (mit Constanze Kirchner) Westermann, Braunschweig 2009, ISBN 978-3-14-162114-3.

als Herausgeber
- Chancen und Grenzen der Neuen Medien im Kunstunterricht (mit J. Kirschenmann). BDK-Verlag, Hannover 1998, ISBN 3-927268-17-8.
- Werkstatt: Kunst. Anregungen zu ästhetischen Erfahrungs- und Lernprozessen im Werkstattunterricht (mit C. Kirchner). BDK-Verlag, Hannover 2001, 2. Aufl. Books on Demand, Norderstedt 2005, ISBN 3-8334-3601-8.
- Computer im Kunstunterricht. Werkzeuge und Medien (mit J. Kirschenmann). Auer Verlag, Donauwörth 2004, ISBN 3-403-04177-8.
- Handbuch Fallforschung in der ästhetischen Bildung, Kunstpädagogik. Qualitative Empirie für Studium, Praktikum, Referendariat und Unterricht. Schneider, Baltmannsweiler 2007, ISBN 3-8340-0244-5.
- Beurteilen und Bewerten im Kunstunterricht. Modelle und Unterrichtsbeispiele zur Leistungsmessung und Selbstbewertung. Kallmeyer, Seelze-Velber 2008, ISBN 3-7800-4918-X.
- Kunstpädagogik und Biografie. 52 Kunstlehrerinnen und Kunstlehrer erzählen aus ihrem Leben. Professionsforschung mittels autobiografisch-narrativer Interviews. Kopaed, München 2009, ISBN 978-3-86736-068-5.
- Kunst in der Grundschule fächerverbindend. Unterrichtsbeispiele und Methoden. Schneider, Baltmannsweiler 2011, ISBN 978-3-8340-0837-4.
- Kunstunterricht – fächerverbindend und fachüberschreitend. Ansätze, Beispiele und Methoden für die Klassenstufen 5 bis 13.  Kopaed, München 2011, ISBN 978-3-86736-129-3.